# Coupe d'Europe des nations d'athlétisme 1993
Navigation
CE des nations 1991 CE des nations 1994
La 14e coupe d'Europe des nations d'athlétisme se déroule les 26 et 27 juin 1993 à Rome en Italie pour la Superligue, et les 12 et 13 juin à Bruxelles pour la 1re division, à Villach, Copenhague et Rotterdam pour la 2e division. Elle comporte 20 épreuves chez les hommes et 17 chez les femmes avec l'apparition du triple saut féminin. La Coupe, de biennale, devient annuelle.
La Russie — dont c'est la première participation sous ce nom — remporte les 2 épreuves, masculine et féminine, qui se disputent sur 9 couloirs pour la première fois, étant donné la structure du Stade olympique de Rome.

## Super Ligue
| Place | Pays        | Points |
| ----- | ----------- | ------ |
| 1     | Russie      | 128    |
| 2     | Royaume-Uni | 124    |
| 3     | France      | 123    |
| 4     | Allemagne   | 119    |
| 5     | Italie      | 112    |
| 6     | Ukraine     | 97     |
| 7     | Espagne     | 76     |
| 8     | Pologne     | 65     |
| 9     | Tchéquie    | 54     |

| Place | Pays        | Points |
| ----- | ----------- | ------ |
| 1     | Russie      | 141    |
| 2     | Roumanie    | 102    |
| 3     | Ukraine     | 97,5   |
| 4     | Allemagne   | 96     |
| 5     | Royaume-Uni | 91     |
| 6     | France      | 75     |
| 7     | Pologne     | 62     |
| 8     | Italie      | 55,5   |
| 9     | Finlande    | 44     |

Il y a exceptionnellement 9 équipes, l'URSS ayant laissé place à la Russie et à l'Ukraine, mais 3 sont reléguées en 1re Division. 
Chez les hommes la compétition est serrée et voit pour la 1re fois la France monter sur le podium.
La grande perdante est la Pologne, reléguée aussi bien chez les hommes que les femmes.

## Résultats par épreuve

### Hommes
| Épreuve | Or                                                         | Or               | Argent                                                                 | Argent           | Bronze                                                                      | Bronze         |
| --- | ---------------------------------------------------------- | ---------------- | ---------------------------------------------------------------------- | ---------------- | --------------------------------------------------------------------------- | -------------- |
| 100 m Vent : (+1,3 m/s) | Linford Christie GBR                                       | 10 s 22          | Aleksandr Porkhomovskiy RUS                                            | 10 s 28          | Daniel Sangouma FRA                                                         | 10 s 42        |
| 200 m Vent : (-0,9 m/s) | John Regis GBR                                             | 20 s 38          | Andrey Fedoriv RUS                                                     | 20 s 54          | Robert Kurnicki GER                                                         | 20 s 59        |
| 400 m | David Grindley GBR                                         | 44 s 75 CR       | Dmitriy Golovastov RUS                                                 | 45 s 65          | Jean-Louis Rapnouil FRA                                                     | 45 s 91        |
| 800 m | Andrey Bulkovskiy UKR                                      | 1 min 47 s 32    | Andrea Benvenuti ITA                                                   | 1 min 47 s 63    | Tom McKean GBR                                                              | 1 min 47 s 67  |
| 1500 m | Andrey Bulkovskiy UKR                                      | 3 min 37 s 51    | Fermín Cacho ESP                                                       | 3 min 38 s 09    | Pascal Thiébaut FRA                                                         | 3 min 38 s 12  |
| 5000 m | Rob Denmark GBR                                            | 13 min 30 s 02   | Alessandro Lambruschini ITA                                            | 13 min 30 s 96   | Abel Antón ESP                                                              | 13 min 31 s 35 |
| 10 000 m | Thierry Pantel FRA                                         | 28 min 02 s 71   | Francesco Panetta ITA                                                  | 28 min 13 s 99   | José Carlos Adán ESP                                                        | 28 min 16 s 19 |
| 3 000 m steeple | Steffen Brand GER                                          | 8 min 17 s 77    | Francesco Panetta ITA                                                  | 8 min 22 s 95    | Thierry Brusseau FRA                                                        | 8 min 24 s 60  |
| 110 m haies Vent : (-0,2 m/s) | Colin Jackson GBR                                          | 13 s 10 CR       | Florian Schwarthoff GER                                                | 13 s 50          | Dan Philibert FRA                                                           | 13 s 62        |
| 400 m haies | Stéphane Diagana FRA                                       | 48 s 08 NR       | Olaf Hense GER                                                         | 48 s 48          | Oleg Tverdokhleb UKR                                                        | 48 s 70        |
| 4 × 100 m | GBR Jason John Tony Jarrett John Regis Linford Christie    | 38 s 53          | FRA Éric Perrot Daniel Sangouma Jean-Charles Trouabal Bruno Marie-Rose | 38 s 72          | RUS Pavel Galkin Edvin Ivanov Andrey Fedoriv Aleksandr Porkhomovskiy        | 38 s 89        |
| 4 × 400 m | GBR Du'aine Ladejo Kriss Akabusi John Regis David Grindley | 3 min 00 s 25 CR | RUS Dmitriy Kliger Dmitriy Kosov Mikhail Vdovin Dmitriy Golovastov     | 3 min 00 s 75 NR | FRA Jean-Louis Rapnouil Pierre-Marie Hilaire André Jaffory Stéphane Diagana | 3 min 00 s 94  |
| Saut en hauteur | Artur Partyka POL                                          | 2,30 m           | Jean-Charles Gicquel FRA                                               | 2,30 m           | Roberto Ferrari ITA                                                         | 2,30 m         |
| Saut à la perche | Rodion Gataullin RUS                                       | 6,00 m CR        | Sergueï Bubka UKR                                                      | 5,80 m           | Javier García ESP                                                           | 5,70 m         |
| Saut en longueur | Giovanni Evangelisti ITA                                   | 8,04 m (w)       | Ángel Hernández ESP                                                    | 8,04 m (w)       | Stanislav Tarasenko RUS                                                     | 7,93 m         |
| Triple saut | Pierre Camara FRA                                          | 17,46 m (w)      | Jonathan Edwards GBR                                                   | 17,27 m          | Ralf Jaros GER                                                              | 17,18 m        |
| Lancer du poids | Aleksandr Bagach UKR                                       | 20,15 m          | Paolo Dal Soglio ITA                                                   | 19,79 m          | Yevgeniy Palchikov RUS                                                      | 19,64 m        |
| Lancer du disque | Lars Riedel GER                                            | 66,30 m          | Dmitri Chevtchenko RUS                                                 | 63,96 m          | Vladimir Zinchenko UKR                                                      | 62,42 m        |
| Lancer du marteau | Sergey Litvinov RUS                                        | 80,78 m          | Christophe Épalle FRA                                                  | 76,08 m          | Andrey Skvaruk UKR                                                          | 76,00 m        |
| Lancer du javelot | Jan Železný CZE                                            | 89,84 m          | Mick Hill GBR                                                          | 80,76 m          | Andrey Shevchuk RUS                                                         | 79,16 m        |
| Records et Performances - AR : Record continental (area record) - CR : Record des championnats (championship record) - MR : Record du meeting (meet record) - NR : Record national (national record) - OR : Record olympique (olympic record) - PR : Record paralympique (paralympic record) - PB : Record personnel (personal best) - SB : Meilleure performance personnelle de la saison (season's best) - WL : Meilleure performance mondiale de l'année (world leader) - WJR : Record du monde junior (world junior record) - WR : Record du monde (world record) Circonstances et Conditions - DNF : N'a pas terminé (did not finish) - DNS : N'a pas pris le départ (did not start) - DQ : Disqualification (disqualification) - NM : Aucun essai valable enregistré (No Mark) - Q : Qualifié « directement » au prochain tour (ou à la prochaine compétition), lors d'une compétition majeure, grâce au classement ou à la réalisation des minima (automatic qualifier) - q : Qualifié au prochain tour (ou à la prochaine compétition), lors d'une compétition majeure, grâce au repêchage ou à la réalisation de l'une des meilleures performances parmi celles des « non qualifiés directement » (grâce au meilleur temps ou à la meilleure distance par exemple) (secondary qualifier) |                                                            |                  |                                                                        |                  |                                                                             |                |

### Femmes
| Épreuve | Or                                                                         | Or             | Argent                                                                      | Argent         | Bronze                                                       | Bronze         |
| --- | -------------------------------------------------------------------------- | -------------- | --------------------------------------------------------------------------- | -------------- | ------------------------------------------------------------ | -------------- |
| 100 m (Vent : -0,3 m/s) | Irina Privalova RUS                                                        | 11 s 08        | Marie-José Pérec FRA                                                        | 11 s 27        | Zhanna Tarnopolskaya UKR                                     | 11 s 29        |
| 200 m (Vent : +0,8 m/s) | Irina Privalova RUS                                                        | 22 s 30        | Marie-José Pérec FRA                                                        | 22 s 30        | Silke Knoll GER                                              | 22 s 89        |
| 400 m | Yelena Ruzina RUS                                                          | 51 s 54        | Elsa Devassoigne FRA                                                        | 51 s 92        | Linda Keough GBR                                             | 52 s 14        |
| 800 m | Ella Kovacs ROM                                                            | 1 min 57 s 5   | Lyubov Kremlyova RUS                                                        | 1 min 59 s 8   | Yelena Storchovaya UKR                                       | 2 min 00 s 1   |
| 1 500 m | Vera Chuvashova RUS                                                        | 4 min 16 s 03  | Violeta Beclea ROM                                                          | 4 min 16 s 36  | Yvonne Murray GBR                                            | 4 min 17 s 51  |
| 3 000 m | Margareta Keszeg ROM                                                       | 8 min 51 s 88  | Yelena Kopytova RUS                                                         | 8 min 52 s 27  | Alison Wyeth GBR                                             | 8 min 52 s 98  |
| 10 000 m | Viktoriya Nenasheva RUS                                                    | 32 min 33 s 46 | Iulia Negura ROM                                                            | 32 min 36 s 05 | Tamara Koba UKR                                              | 32 min 39 s 50 |
| 100 m haies (Vent : +0,3 m/s) | Marina Azyabina RUS                                                        | 12 s 63        | Jacqui Agyepong GBR                                                         | 13 s 17        | Liliana Nastase ROM                                          | 13 s 22        |
| 400 m haies | Sally Gunnell GBR                                                          | 53 s 73 CR     | Anna Knoroz RUS                                                             | 54 s 42        | Nicoleta Carutasu ROM                                        | 54 s 94        |
| 4 × 100 m | RUS Olga Bogoslovskaya Natalya Voronova Marina Trandenkova Irina Privalova | 42 s 79        | FRA Patricia Girard Odiah Sidibé Maguy Nestoret Marie-José Pérec            | 43 s 01        | GER Melanie Paschke Silke Knoll Bettina Zipp Andrea Philipp  | 43 s 46        |
| 4 × 400 m | RUS Yelena Golesheva Yelena Ruzina Vera Sychugova Tatyana Alekseyeva       | 3 min 24 s 23  | UKR Lyudmila Koshchey Aelita Yurchenko Yelena Nasonkina Lyudmila Dzhigalova | 3 min 27 s 37  | GER Karin Janke Anja Rücker Jana Schönenberger Sandra Seuser | 3 min 27 s 80  |
| Saut en hauteur | Alina Astafei ROM                                                          | 2,00 m         | Heike Henkel GER                                                            | 1,96 m         | Katarzyna Majchrzak POL                                      | 1,92 m         |
| Saut en longueur | Heike Drechsler GER                                                        | 7,02 m         | Yelena Sinchukova RUS                                                       | 6,94 m (w)     | Fiona May GBR                                                | 6,73 m         |
| Triple saut | Yolanda Chen RUS                                                           | 14,34 m (w)    | Helga Radtke GER                                                            | 14,05 m        | Inessa Kravets UKR                                           | 13,99 m        |
| Lancer du poids | Anna Romanova RUS                                                          | 19,43 m        | Valentina Fedyushina UKR                                                    | 18,91 m        | Stephanie Storp GER                                          | 18,85 m        |
| Lancer du disque | Larisa Korotkevich RUS                                                     | 64,58 m        | Larisa Mikhalchenko UKR                                                     | 63,04 m        | Renata Katewicz POL                                          | 61,68 m        |
| Lancer du javelot | Felicia Țilea ROM                                                          | 62,68 m        | Karen Forkel GER                                                            | 61,92 m        | Yekaterina Ivakina RUS                                       | 61,74 m        |
| Records et Performances - AR : Record continental (area record) - CR : Record des championnats (championship record) - MR : Record du meeting (meet record) - NR : Record national (national record) - OR : Record olympique (olympic record) - PR : Record paralympique (paralympic record) - PB : Record personnel (personal best) - SB : Meilleure performance personnelle de la saison (season's best) - WL : Meilleure performance mondiale de l'année (world leader) - WJR : Record du monde junior (world junior record) - WR : Record du monde (world record) Circonstances et Conditions - DNF : N'a pas terminé (did not finish) - DNS : N'a pas pris le départ (did not start) - DQ : Disqualification (disqualification) - NM : Aucun essai valable enregistré (No Mark) - Q : Qualifié « directement » au prochain tour (ou à la prochaine compétition), lors d'une compétition majeure, grâce au classement ou à la réalisation des minima (automatic qualifier) - q : Qualifié au prochain tour (ou à la prochaine compétition), lors d'une compétition majeure, grâce au repêchage ou à la réalisation de l'une des meilleures performances parmi celles des « non qualifiés directement » (grâce au meilleur temps ou à la meilleure distance par exemple) (secondary qualifier) |                                                                            |                |                                                                             |                |                                                              |                |

## First League
La finale « B » est transformée en 1re division (First League) et se déroule à Bruxelles les 12 et 13 juin 1993. L'épreuve est très mouvementée avec 2 équipes promues en Super Ligue et 4 reléguées en 2e division.
| Place | Pays     | Points |
| ----- | -------- | ------ |
| 1     | Suède    | 112    |
| 2     | Roumanie | 99,5   |
| 3     | Hongrie  | 97     |
| 4     | Bulgarie | 94,5   |
| 5     | Suisse   | 87,5   |
| 6     | Finlande | 86     |
| 7     | Norvège  | 72     |
| 8     | Belgique | 71,5   |

| Place | Pays        | Points |
| ----- | ----------- | ------ |
| 1     | Biélorussie | 92     |
| 2     | Espagne     | 81     |
| 3     | Suisse      | 79     |
| 4     | Tchéquie    | 78     |
| 5     | Bulgarie    | 77,5   |
| 6     | Norvège     | 70     |
| 7     | Belgique    | 67     |
| 8     | Hongrie     | 66,5   |

## Seconde division
Les finales C deviennent, en raison de l'accroissement du nombre d'équipes participantes, une seconde division (en anglais Second League, divisée en trois groupes. Ces finales se sont déroulées les 12 et 13 juin 1993 à Villach (Autriche), Copenhague et Rotterdam. Comme les années précédentes, seules les équipes classées premières sont promues.

### Hommes
| Place | Pays     | Points |
| ----- | -------- | ------ |
| 1     | Grèce    | 125    |
| 2     | Autriche | 107,5  |
| 3     | Israël   | 78     |
| 4     | Croatie  | 69,5   |
| 5     | Slovénie | 69,5   |
| 6     | Chypre   | 57,5   |
| 7     | Turquie  | 52     |

| Place | Pays     | Points |
| ----- | -------- | ------ |
| 1     | Danemark | 72     |
| 2     | Lettonie | 65     |
| 3     | Estonie  | 62     |
| 4     | Lituanie | 58     |
| 5     | Islande  | 41     |

| Place | Pays        | Points |
| ----- | ----------- | ------ |
| 1     | Biélorussie | 98     |
| 2     | Portugal    | 84     |
| 3     | Pays-Bas    | 78     |
| 4     | Slovaquie   | 75     |
| 5     | Irlande     | 48     |
| 6     | Moldavie    | 38     |

### Femmes
| Place | Pays     | Points |
| ----- | -------- | ------ |
| 1     | Autriche | 82     |
| 2     | Slovénie | 78,5   |
| 3     | Grèce    | 75     |
| 4     | Turquie  | 49,5   |
| 5     | Chypre   | 37     |
| 6     | Croatie  | 34     |

| Place | Pays     | Points |
| ----- | -------- | ------ |
| 1     | Lituanie | 70     |
| 2     | Danemark | 64     |
| 3     | Lettonie | 53     |
| 4     | Islande  | 36     |
| 5     | Estonie  | 30     |

| Place | Pays      | Points |
| ----- | --------- | ------ |
| 1     | Portugal  | 75     |
| 2     | Suède     | 70,5   |
| 3     | Pays-Bas  | 69     |
| 4     | Irlande   | 52     |
| 5     | Slovaquie | 51,5   |
| 6     | Moldavie  | 38     |

|  | Vainqueur de la compétition |  | Promotion en division supérieure |  | Relégation en division inférieure |